# Zale australis
Zale australis är en fjärilsart som beskrevs av George Francis Hampson 1913. Zale australis ingår i släktet Zale och familjen nattflyn. Inga underarter finns listade i Catalogue of Life.